# Conseil du patrimoine de Montréal

Logo

Le Conseil du patrimoine de Montréal est l'instance consultative de la Ville de Montréal pour toutes questions relatives au patrimoine. À ce titre, il conseille et avise le conseil de la ville de Montréal, le comité exécutif,
les conseils d'arrondissement, les services municipaux et les citoyens.
Les bureaux sont situés dans l'édifice Chaussegros-de-Léry au 303, rue Notre-Dame Est.

## Histoire
Le Conseil du patrimoine de Montréal a été créé par règlement municipal le 20 août 2002, en vertu des modalités déjà prévues à la Charte de la Ville de Montréal.

## Rôle et mission
Son rôle s'appuie sur la définition du patrimoine que l'on retrouve dans la Politique du patrimoine de la Ville de Montréal adoptée en 2005 :
"(...) tout objet ou ensemble, naturel ou culturel, matériel ou immatériel, qu'une collectivité reconnaît pour ses valeurs de témoignage et de mémoire historique en faisant ressortir la nécessité de le protéger, de le conserver, de se l'approprier, de le mettre en valeur et de le transmettre (p. 31)".
Le Conseil joue deux rôles principaux :
- Le premier est de donner des avis sur les projets de développement qui touchent des territoires ou des immeubles patrimoniaux.
- Le second est de conseiller la Ville dans le processus de citation de monuments historiques et de constitution de sites du patrimoine.